# 愛の園 (AI NO SONO)
「愛の園 (AI NO SONO)」（あいのその）は、西城秀樹の32枚目のシングル。1980年3月21日にRCAから発売された。

## 解説
スティーヴィー・ワンダーのアルバム『シークレット・ライフ』収録曲のカバーとなる作品である。子供たちのバックコーラスが、歌詞の言葉をより清らかなものにしている。
編曲はYMOの坂本龍一が担当、当時の最新のコンピューター技術を駆使して、見事な鳥の声とオーケストラを創りあげた。
子供番組『なんじゃ・もんじゃ・ドン!』（日本テレビ系列）のエンディング・テーマに採用された。
オリコンでは最高位7位（100位内14週）、23.8万枚のセールスとなった。

## 収録曲
1. 愛の園 (AI NO SONO)
作詞・作曲：スティーヴィー・ワンダー／追詞：山川啓介／編曲：坂本龍一
2. オンリー・ラヴィング・ユー
作詞：山川啓介／作曲：水谷公生／編曲：船山基紀

## この頃のできごと
- 1980年4月12日～4月28日 - 日生劇場でのリサイタル「限りない明日をみつめて/西城秀樹」を開催した[6]。